# フロリアン・ミゲル
フロリアン・ミゲル（Florian Miguel、1996年9月1日 - ）は、フランス・ブルージュ出身のサッカー選手。ジュピラー・プロ・リーグ・OHルーヴェン所属。ポジションはDF。

## クラブ経歴
2014-15シーズン、当時リーグ・ドゥに所属していたトゥールFCでプロデビューを果たした。
2021年8月6日、セグンダ・ディビシオンに降格したSDウエスカに移籍し、2年契約を結んだ。
2024年7月18日、ブルゴスCFへ2年契約で移籍。